# Schacholympiade 1988

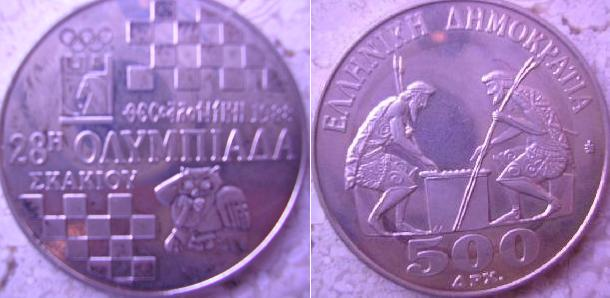
Silbermünze, 500 Drachmen, 28. Schacholympiade

Die 28. Schacholympiade 1988 war ein Schach-Mannschaftsturnier, das vom 12. bis 30. November 1988 wie schon vier Jahre zuvor in Thessaloniki (Griechenland) ausgetragen wurde. Deutschland war mit drei Mannschaften vertreten: Neben einem westdeutschen Team im Frauenturnier spielten im offenen Turnier je eine Mannschaft der Deutschen Demokratischen Republik und der Bundesrepublik Deutschland.

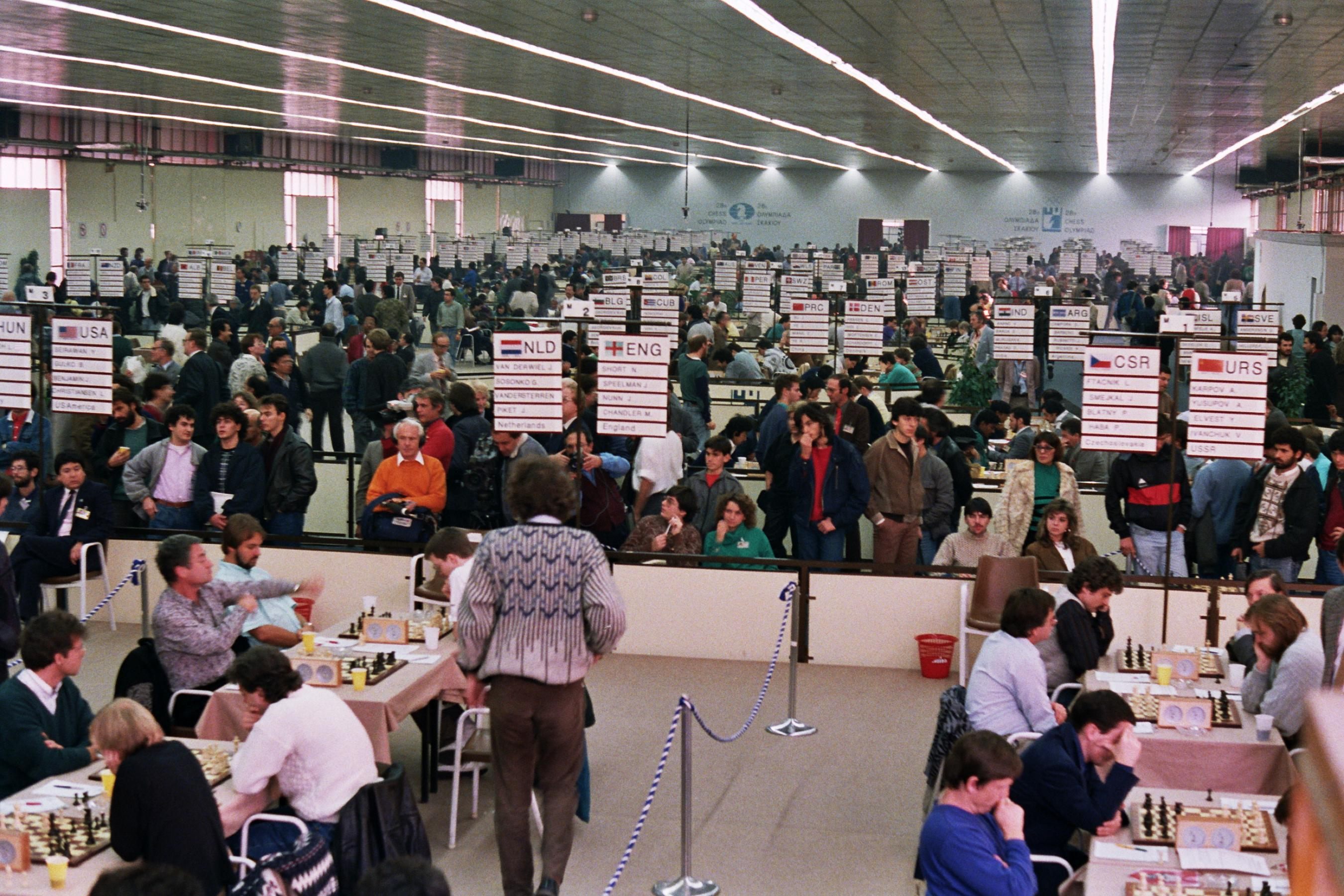
Die Austragungsstätte der Schacholympiade 1988

Einziger Debütant war Liechtenstein.

## Endstand des offenen Turniers

### Rangliste

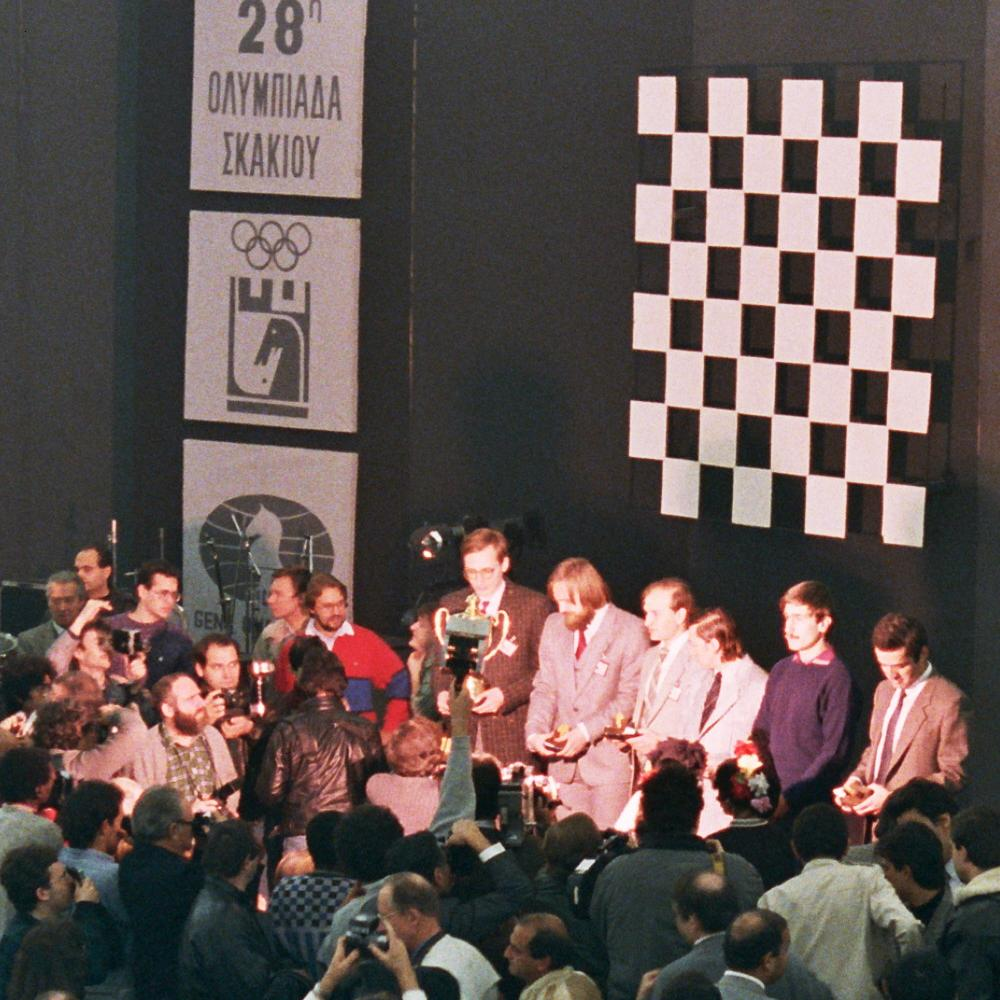
Ehrung des Olympiasiegers Sowjetunion, Schacholympiade 1988 in Thessaloniki

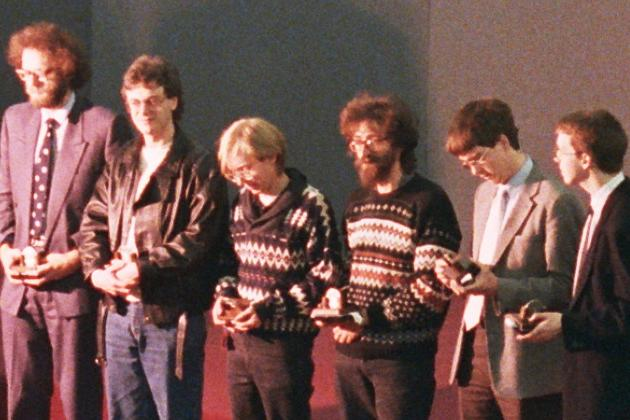
Speelman, Nunn, Chandler, Mestel, Watson, Short, Schacholympiade 1988 in Thessaloniki

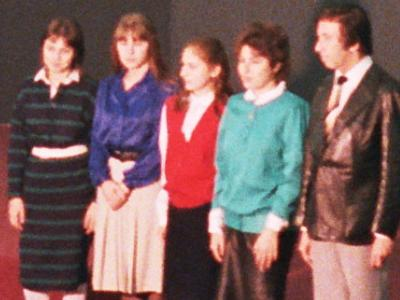
Der Olympiasieger der Frauen, die Mädchen Zsofia, Ildiko, Judit und Zsuzsa aus Ungarn, Thessaloniki 1988

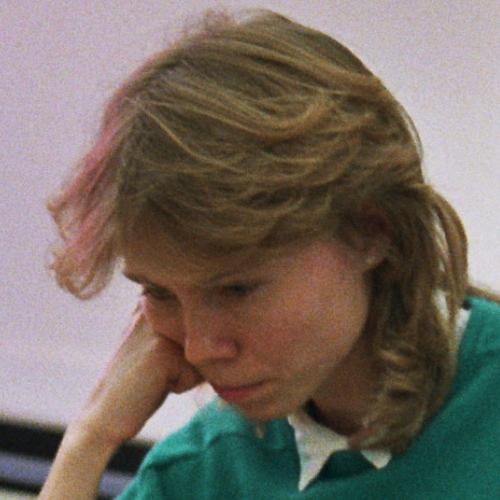
Pia Cramling, Goldmedaille Brett 1

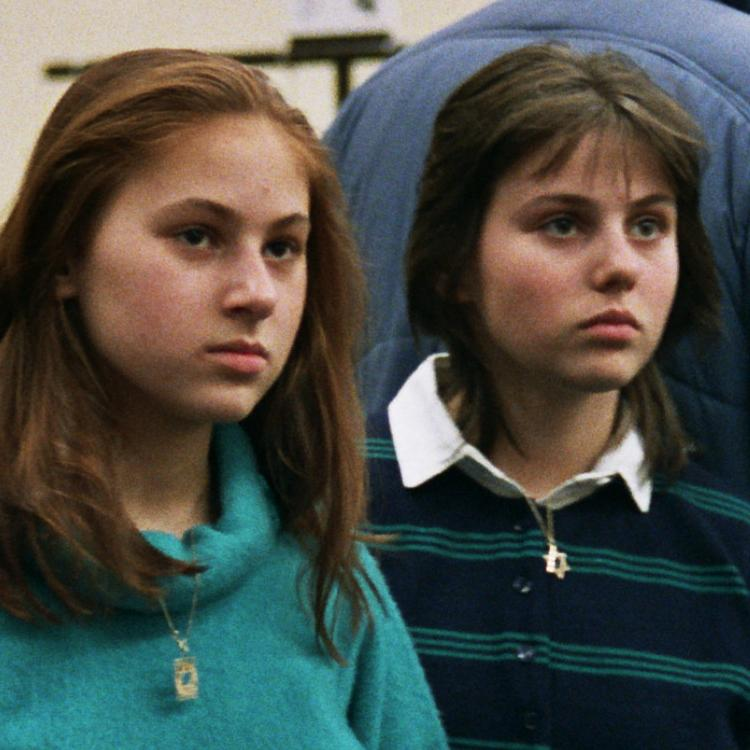
Judit und Sofia Polgár (Ungarn), Schacholympiade 1988

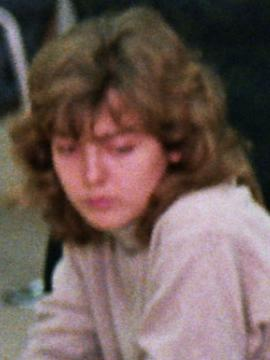
Vesna Mišanović (Jugoslawien), Bronzemedaille am Reservebrett

| #  | Mannschaft                      | Punkte |
| -- | ------------------------------- | ------ |
| 1  | Sowjetunion                     | 40.5   |
| 2  | England                         | 34.5   |
| 3  | Niederlande                     | 34.5   |
| 4  | Vereinigte Staaten              | 34.0   |
| 5  | Ungarn                          | 34.0   |
| 6  | Jugoslawien                     | 33.5   |
| 7  | Philippinen                     | 33.0   |
| 8  | Volksrepublik China             | 33.0   |
| 9  | Kuba                            | 33.0   |
| 10 | Argentinien                     | 33.0   |
|    |                                 |        |
| 17 | Deutsche Demokratische Republik | 32.0   |
| 18 | BR Deutschland                  | 32.0   |
|    |                                 |        |
| 28 | Österreich                      | 31,0   |
|    |                                 |        |
| 34 | Belgien                         | 30,0   |
|    |                                 |        |
| 53 | Luxemburg                       | 28,0   |
|    |                                 |        |
| 93 | Liechtenstein                   | 24,0   |
Insgesamt 107 Mannschaften

### Medaillen
Brett 1
Gold: Kasparow, Garry
Silber: Portisch, Lajos
Bronze: Atalık, Suat
Brett 2
Gold: Karpow, Anatoli
Silber: Palacios, António
Bronze: Mirza, Shahzad; Senkiewicz, Mike
Brett 3
Gold: Reyes Nájera, Carlos Antonio
Silber: Nunn, John
Bronze: Tapaszto, Laszlo; Marin, Mihail; Hernández, Gustavo Sevillano
Brett 4
Gold: Chaivichit, Suchart
Silber: Gueye, Gorgui
Bronze: Battikhi, Husein; Weemaes, Ronald
Reservebrett 1
Gold: Arlandi, Ennio
Silber: Vásquez, Eduardo
Bronze: Saleh, Najib Mohamed; Cappello, R. AHO
Reservebrett 2
Gold: Rahman, Tahmidur
Silber: Gómez Baillo, Jorge
Bronze: Perdikis, Costas

### Ergebnisse der Sowjetunion
Für den Olympiasieger Sowjetunion spielten Garri Kasparow (8,5 Punkte aus 10 Partien), Anatoli Karpow (8 aus 10), Artur Jussupow (6 aus 10), Alexander Beliavsky (7 aus 10), Jaan Ehlvest (4,5 aus 7) und Vassily Ivanchuk (6,5 aus 9).
Zu den Mannschafts- und Einzelergebnissen der Olympiasieger siehe OlimpBase.

### Ergebnisse der Deutschen

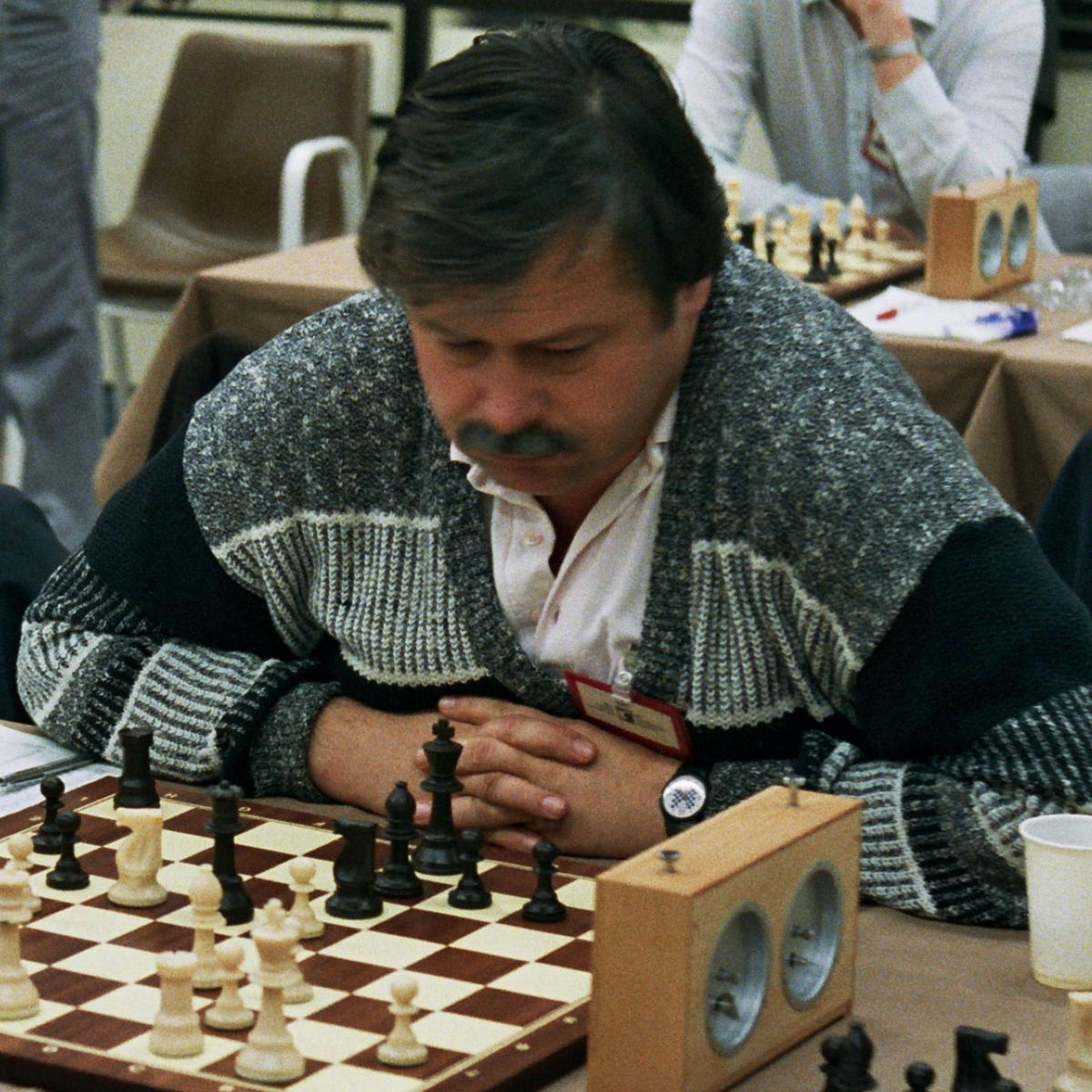
Vlastimil Hort, Thessaloniki 1988

Für die DDR spielten Wolfgang Uhlmann (7 Punkte aus 13 Partien), Uwe Bönsch (6 aus 11), Rainer Knaak (7 aus 12), Lothar Vogt (8,5 aus 12), Thomas Pähtz (1 aus 3) und Lutz Espig (2,5 aus 5). Zu den Mannschafts- und Einzelergebnissen der Ostdeutschen siehe OlimpBase.
Für die BR Deutschland spielten Vlastimil Hort (8 Punkte aus 12 Partien), Eric Lobron (5 aus 11), Stefan Kindermann (7,5 aus 11), Jörg Hickl (4 aus 8), Klaus Bischoff (3 aus 7) und Ralf Lau (4,5 aus 7). Zu den Mannschafts- und Einzelergebnissen der Westdeutschen siehe OlimpBase.

## Endstand des Frauenturniers

### Rangliste
| #  | Mannschaft          | Punkte |
| -- | ------------------- | ------ |
| 1  | Ungarn              | 33     |
| 2  | Sowjetunion         | 32,5   |
| 3  | Jugoslawien         | 28     |
| 4  | Volksrepublik China | 27     |
| 5  | Bulgarien           | 24     |
| 6  | Rumänien            | 24     |
| 7  | Griechenland        | 24     |
| 8  | Kuba                | 24     |
| 9  | Vereinigte Staaten  | 23,5   |
| 10 | Niederlande         | 23,5   |
|    |                     |        |
| 15 | Deutschland         | 22,5   |
|    |                     |        |
| 21 | Schweiz             | 22     |
|    |                     |        |
| 33 | Österreich          | 21     |
|    |                     |        |
| 35 | Belgien             | 21     |
Insgesamt 56 Mannschaften

### Medaillen
Brett 1
Gold: Cramling, Pia
Silber: Lematschko, Tatjana
Bronze: Polgár, Zsuzsa
Brett 2
Gold: Polgár, Judit
Silber: Akhmilovskaya, Elena
Bronze: O’Siochru, Mairéad
Brett 3
Gold: Peng Zhaoqin
Silber: Horvath, Maria
Bronze: Etokowo, Emeh
Reservebrett
Gold: Begum, Y. BAN
Silber: Litinskaya, Marta
Bronze: Mišanović, Vesna

### Ergebnisse der Ungarn
Für den Olympiasieger der Frauen spielten Zsuzsa Polgár (10,5 Punkte aus 14 Partien, Bronzemedaille), Judit Polgár (12,5 aus 13, Goldmedaille), Ildikó Mádl (5,5 aus 8), Zsófia Polgár (4,5 aus 7). Zu den Mannschafts- und Einzelergebnissen der Ungarn siehe OlimpBase.

### Ergebnisse der Deutschen
Für Deutschland spielten Barbara Hund (5 Punkte aus 10 Partien), Gisela Fischdick (7,5 aus 14), Bettina Trabert (4 aus 7) und Anja Dahlgrün (6 aus 11). Zu den Mannschafts- und Einzelergebnissen der Deutschen siehe OlimpBase.

## Bilder und Weblinks
- 28th Chess Olympiad: Thessaloniki 1988 - Tournament review Nebst vielen Informationen gibt Olimpbase einen ausführlichen Überblick in englischer Sprache.